# Noskov
Noskov (německy Noskow) je vesnice, část města Mladá Vožice v okrese Tábor v Jihočeském kraji. Nachází se asi dva kilometry severě od Mladé Vožice. Prochází zde silnice II/124. Osadou protéká Noskovský potok, který je levostranným přítokem řeky Blanice. Noskov je také název katastrálního území o rozloze 4,71 km². V katastrálním území Noskov leží i Chocov.

## Historie
První písemná zmínka o vesnici pochází z roku 1250.

## Obyvatelstvo
| Rok            | 1869 | 1880 | 1890 | 1900 | 1910 | 1921 | 1930 | 1950 | 1961 | 1970 | 1980 | 1991 | 2001 | 2011 | 2021 |
| -------------- | ---- | ---- | ---- | ---- | ---- | ---- | ---- | ---- | ---- | ---- | ---- | ---- | ---- | ---- | ---- |
| Počet obyvatel | 178  | 192  | 150  | 149  | 149  | 168  | 144  | 130  | 116  | 120  | 103  | 99   | 93   | 99   | 111  |
| Počet domů     | 26   | 26   | 26   | 27   | 26   | 27   | 27   | 29   | 47   | 31   | 29   | 35   | 34   | 37   | 44   |

## Obecní správa
Při sčítání lidu v letech 1850–1975 Noskov byl samostatnou obcí, se kterým patřil nejprve do okresu Tábor, ale v roce 1950 v okrese Votice a od roku 1960 opět v okrese Tábor. Od 1. července 1975 je částí města Mladá Vožice v okrese Tábor. V letech 1850–1929 k obci patřily Buková a Řemíčov a v letech 1850–1975 také Chocov.

## Další fotografie

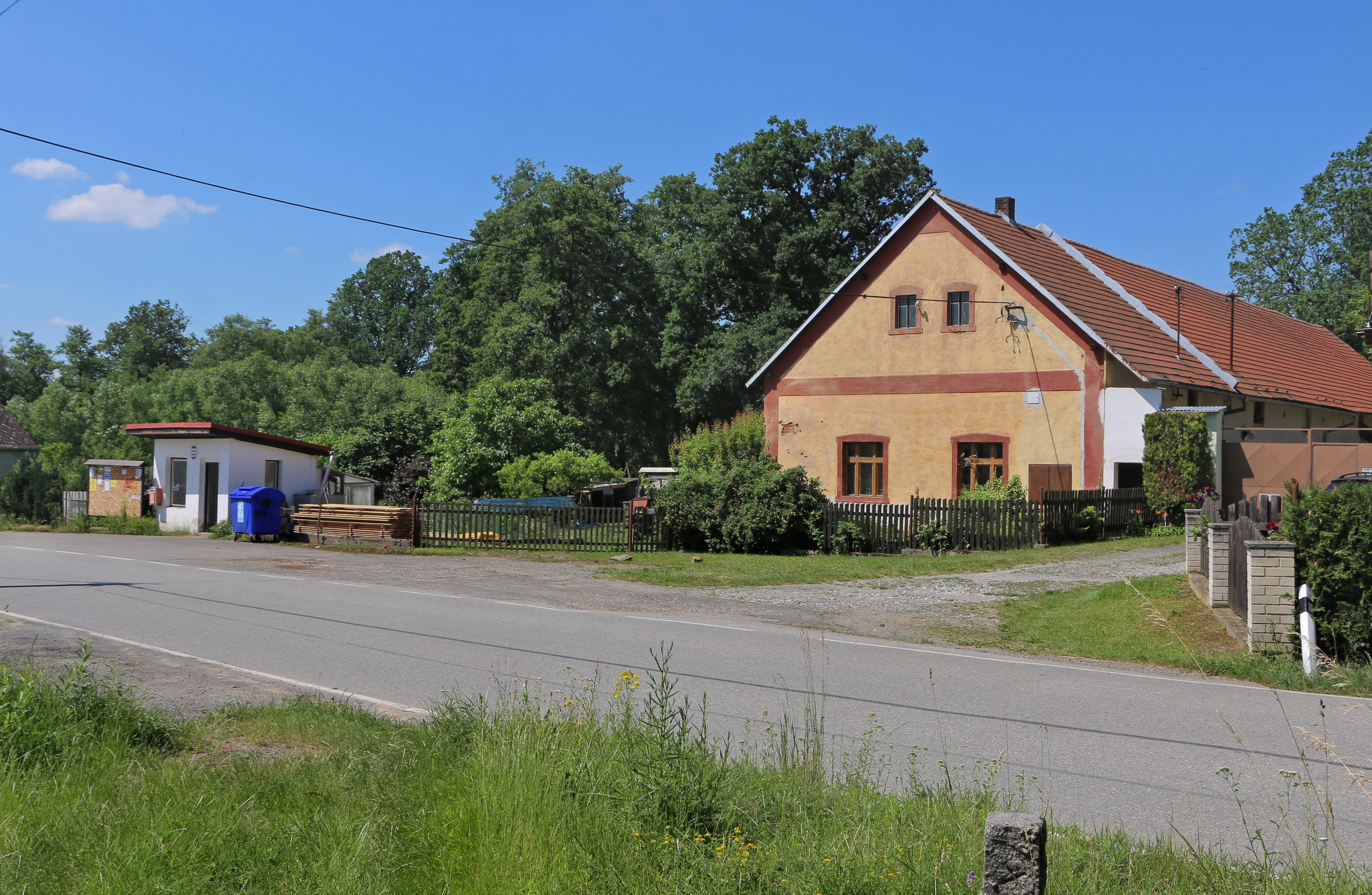
Náves se zastávkou
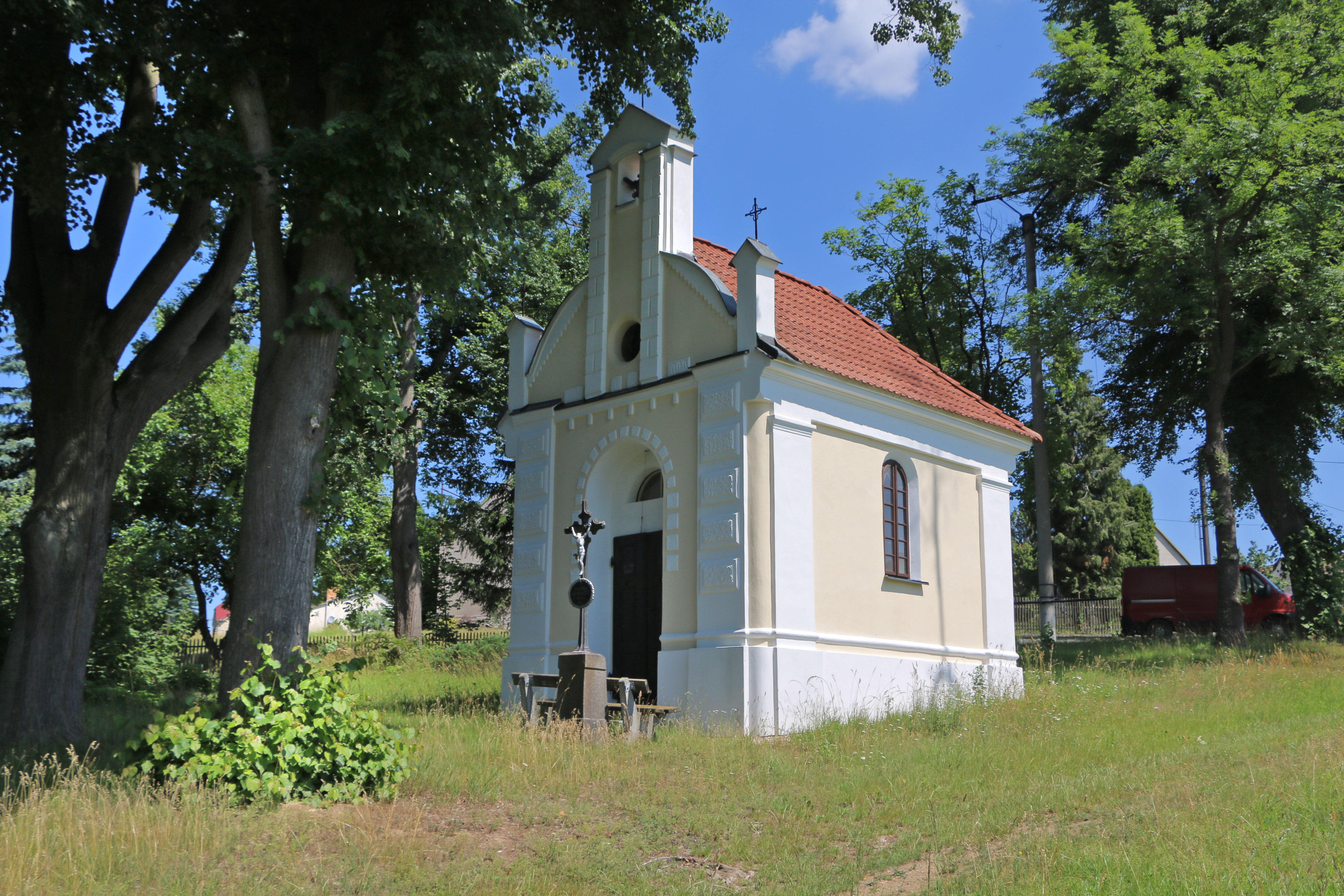
Kaple
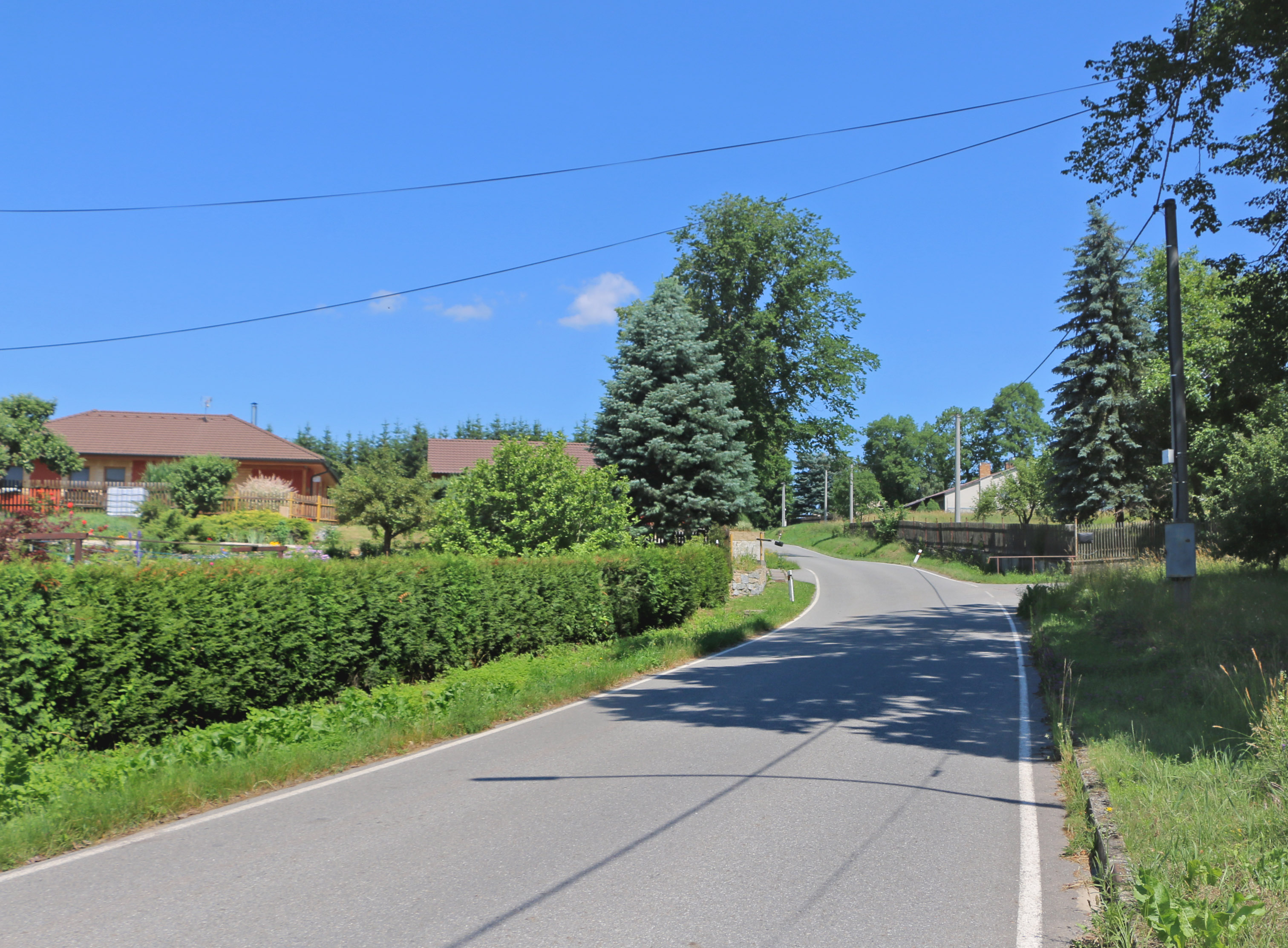
Hlavní silnice
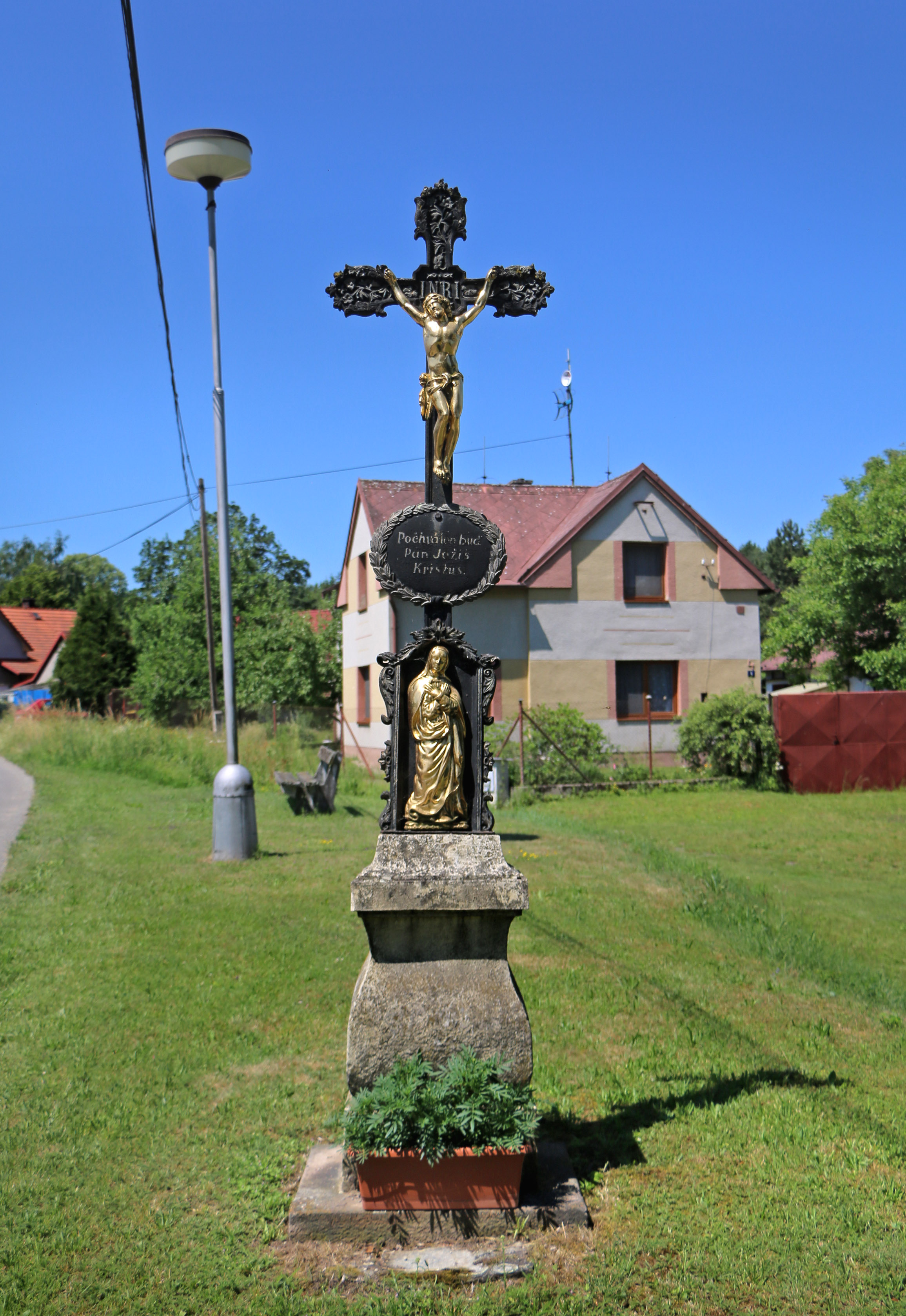
Křížek v jižní části vesnice